# エレンディラ・イバラ
エレンディラ・イバラ・クロール（Eréndira Ibarra Klor、1985年9月25日 メキシコシティ生まれ）は、ソープオペラや、Deseo prohibido（2008年）、『インゴベナブレ』（2012年）、Infames（2017年）、『センス8』（2015年）、A ti te quería encontrar（2018年）および『マトリックス レザレクションズ』（2021年）などへの出演で知られるメキシコの女優および脚本家。
イバラはプロデューサーのエピグメニオ・イバラの娘であり、カスアズール演劇学校で演技を学んだ。

## 生い立ちとキャリア
イバラはメキシコシティで生まれたが、父親がエルサルバドルのテレビ局で働いている間はカリフォルニア州サンノゼで育った。2005年に、ホアキン・セグラの映画 Acapulco Golden（2005年）のキャスティング・アシスタントとして仕事を始めた。
女優としての初仕事は同年のアルマンド・ベガ＝ヒルの短編映画  Alivio（2005年）で、同年後半にはフェルナンド・サリニャーナの Sexo, amor y otras perversiones 2 では聖母マリアを演じた。2007年に、テレビドラマ Capadocia でアナ・デ・ラ・レゲラおよびクリスティーナ・ウマーニャと共演した。イバラはソフィア・ロペスという名の囚人を演じた。
2008年、イバラはイッサ・ロペスが監督したコメディ映画 Casi divas でフリオ・ブラチョおよびアナ・ライェブスカと共演し、テレビ・アステカ制作のソープオペラ Deseo prohibido に出演し、アナ・セラディーリャ演じる主人公ルチアの姉であるレベッカ・サントスを演じた。2009年ごろには女優として2本の映画 Entre líneas と Juegos inocentes に出演した。
また、カデナ・トレス・デ・メキシコのテレビドラマ Las Aparicio に出演した。このドラマではリズ・ガジャルド演じるフリア・アパリシオとロン魔チックな関係を持つマリアナと言う名のレズビアンの役を演じている。
イブラは歌手ジェイム・コーエンの Las alas de mi libertad のミュージックビデオに、 Las Aparicio の共演者マヌエル・バルビとともに出演した。
2012年にイブラは、カシルダを演じたアルゴスとカデナ・トレス共同制作のテレビドラマ Infames の出演を終えた。
2015年に、TNTの人気シリーズ Señorita Pólvora にモデルのタチアナ・ヒュッケ役で何話かに出演したが、それに加えてNetflixの『センス8』にダニエラ・ベラスケス役で出演した。
Netflixの『インゴベナブレ』では大統領府長官、中央情報局エージェントのアナ・バルガス＝ウェスト役で出演し、ケイト・デル・カスティーリョやエリック・ヘイザーとともにクレジットされた。
2019年にはStar Premiumのドラマシリーズ Sitiados: México にイネス役で出演し、El Diez や『センス8』で共演したアルフォンゾ・"ポンチョ"・エレラと共演することが発表された。
2020年、イブラはAmazon Prime Videoの『候補者 〜メキシコシティの闇〜』にイザベル・アルファーロ役で出演した。
2021年には映画『マトリックス レザレクションズ』にレキシー役で出演した。

## 私生活
イブラはプロデューサーのエピグメニオ・イブラの娘であり、脚本家のナターシャ・イブラと、プロデューサーのカミーラ・イブラの姉妹でもある。2010年12月にベネズエラのモデル、フレッド・ロンドーニョと結婚した。2017年4月12日に第一子のロッコを出産した。

## 出演作品
イブラは20作以上の映画およびテレビ番組に出演しており、さらに3位が3作品ではキャスティングアシスタントとしても働いている。

### テレビドラマ
- Decisiones extremas
- Alivio (2005)
- Sexo, amor y otras perversiones 2 (2006)
- Deseo prohibido (2008)- TV Azteca
- Capadocia (2008—2012) (Sofía López)
- Las Aparicio (2010)
- El Diez (2011) ヒメーナ・カリェーハ役
- El octavo mandamiento(2011)
- Vida mía (2012)- TV Azteca
- Infames (2012)
- Camelia la Texana (2014)
- Señorita Pólvora (2015)
- 『センス8』Sense8 (2015-2018)
- 『インゴベナブレ（英語版）』Ingobernable (2017-2018)
- Sitiados: México (2019)
- 『候補者 〜メキシコシティの闇〜』El Candidato (2020)
- Cualquier parecido (2023)[5]

### 映画
- Acapulco Golden (2005) （キャスティング・アシスタント）
- Casi divas (2008)
- Entre líneas (2009)
- Juegos inocentes (2009)
- Mi mejor Regalo (2013)
- Más negro que la noche (2014) - Pilar
- Las Aparicio 映画版 (2016) Mariana Almada役
- La vida inmoral de la pareja ideal (2016) Florentina Calle役
- A ti te quería encontrar (2018) "Lu"役
- 『マトリックス レザレクションズ』Matrix Resurrections (2021)

### ミュージックビデオ
- Las alas de mi libertad
- Corre
- Llaves, teléfono y cartera (LNG/SHT)
- Ser Paloma (リラ・ダウンズ)
- Banana Papaya(Kany García, Residente)

### 舞台
- Apócrifo (2013) Elena
- 『見知らぬ乗客』 (2013) アナ（特別出演）
- Enfermos de Amor (2018)